# Selección de fútbol sala de Croacia
La selección de fútbol sala de Croacia es el equipo que representa al país en la Copa Mundial de fútbol sala de la FIFA, en la eurocopa de fútbol sala y en otros torneos de la especialidad; y es controlado por la Federación de Fútbol de Croacia.

## Estadísticas

### Copa Mundial de Futsal FIFA
| Copa Mundial de fútbol sala de la FIFA | Copa Mundial de fútbol sala de la FIFA | Copa Mundial de fútbol sala de la FIFA | Copa Mundial de fútbol sala de la FIFA | Copa Mundial de fútbol sala de la FIFA | Copa Mundial de fútbol sala de la FIFA | Copa Mundial de fútbol sala de la FIFA | Copa Mundial de fútbol sala de la FIFA |
| Año                                    | Ronda                                  | J                                      | G                                      | E                                      | P                                      | GF                                     | GC                                     |
| -------------------------------------- | -------------------------------------- | -------------------------------------- | -------------------------------------- | -------------------------------------- | -------------------------------------- | -------------------------------------- | -------------------------------------- |
| 1992                                   | No participó                           | No participó                           | No participó                           | No participó                           | No participó                           | No participó                           | No participó                           |
| 1996                                   | No clasificó                           | No clasificó                           | No clasificó                           | No clasificó                           | No clasificó                           | No clasificó                           | No clasificó                           |
| 2000                                   | Segunda ronda                          | 6                                      | 3                                      | 0                                      | 3                                      | 18                                     | 15                                     |
| 2004                                   | No clasificó                           | No clasificó                           | No clasificó                           | No clasificó                           | No clasificó                           | No clasificó                           | No clasificó                           |
| 2008                                   | No clasificó                           | No clasificó                           | No clasificó                           | No clasificó                           | No clasificó                           | No clasificó                           | No clasificó                           |
| 2012                                   | No clasificó                           | No clasificó                           | No clasificó                           | No clasificó                           | No clasificó                           | No clasificó                           | No clasificó                           |
| 2016                                   | No clasificó                           | No clasificó                           | No clasificó                           | No clasificó                           | No clasificó                           | No clasificó                           | No clasificó                           |
| 2021                                   | No clasificó                           | No clasificó                           | No clasificó                           | No clasificó                           | No clasificó                           | No clasificó                           | No clasificó                           |
| 2024                                   | Octavos de final                       | 4                                      | 1                                      | 0                                      | 3                                      | 9                                      | 12                                     |
| Total                                  | 2/10                                   | 10                                     | 4                                      | 0                                      | 6                                      | 27                                     | 27                                     |

### Eurocopa de Fútbol Sala
| Eurocopa de Fútbol Sala | Eurocopa de Fútbol Sala | Eurocopa de Fútbol Sala | Eurocopa de Fútbol Sala | Eurocopa de Fútbol Sala | Eurocopa de Fútbol Sala | Eurocopa de Fútbol Sala | Eurocopa de Fútbol Sala |
| Año                     | Ronda                   | J                       | G                       | E                       | P                       | GF                      | GC                      |
| ----------------------- | ----------------------- | ----------------------- | ----------------------- | ----------------------- | ----------------------- | ----------------------- | ----------------------- |
| 1996                    | No participó            | No participó            | No participó            | No participó            | No participó            | No participó            | No participó            |
| 1999                    | Fase de grupos          | 3                       | 1                       | 0                       | 2                       | 8                       | 14                      |
| 2001                    | Fase de grupos          | 3                       | 1                       | 0                       | 2                       | 2                       | 9                       |
| 2003                    | No clasificó            | No clasificó            | No clasificó            | No clasificó            | No clasificó            | No clasificó            | No clasificó            |
| 2005                    | No clasificó            | No clasificó            | No clasificó            | No clasificó            | No clasificó            | No clasificó            | No clasificó            |
| 2007                    | No clasificó            | No clasificó            | No clasificó            | No clasificó            | No clasificó            | No clasificó            | No clasificó            |
| 2010                    | No clasificó            | No clasificó            | No clasificó            | No clasificó            | No clasificó            | No clasificó            | No clasificó            |
| 2012                    | Cuarto lugar            | 4                       | 2                       | 1                       | 1                       | 10                      | 10                      |
| 2014                    | Cuartos de final        | 3                       | 0                       | 2                       | 1                       | 7                       | 8                       |
| 2016                    | Fase de grupos          | 2                       | 0                       | 1                       | 1                       | 4                       | 6                       |
| 2018                    | No clasificó            | No clasificó            | No clasificó            | No clasificó            | No clasificó            | No clasificó            | No clasificó            |
| 2022                    | Fase de grupos          | 3                       | 1                       | 0                       | 2                       | 6                       | 10                      |
| 2026                    | Por determinar          | Por determinar          | Por determinar          | Por determinar          | Por determinar          | Por determinar          | Por determinar          |
| Total                   | 6/13                    | 18                      | 5                       | 4                       | 9                       | 37                      | 57                      |

### Grand Prix de Futsal
| Grand Prix de Futsal | Grand Prix de Futsal | Grand Prix de Futsal | Grand Prix de Futsal | Grand Prix de Futsal | Grand Prix de Futsal | Grand Prix de Futsal | Grand Prix de Futsal | Grand Prix de Futsal |
| Año                  | Ronda                | J                    | G                    | E                    | P                    | GF                   | GC                   | DIF                  |
| -------------------- | -------------------- | -------------------- | -------------------- | -------------------- | -------------------- | -------------------- | -------------------- | -------------------- |
| 2005                 | No participó         | No participó         | No participó         | No participó         | No participó         | No participó         | No participó         | No participó         |
| 2006                 | 3º Lugar             | 4                    | 2                    | 1                    | 1                    | 8                    | 15                   | –7                   |
| 2007                 | No participó         | No participó         | No participó         | No participó         | No participó         | No participó         | No participó         | No participó         |
| 2008                 | 7º Lugar             | 6                    | 3                    | 0                    | 3                    | 8                    | 14                   | –6                   |
| 2009                 | No participó         | No participó         | No participó         | No participó         | No participó         | No participó         | No participó         | No participó         |
| 2010                 | No participó         | No participó         | No participó         | No participó         | No participó         | No participó         | No participó         | No participó         |
| 2011                 | No participó         | No participó         | No participó         | No participó         | No participó         | No participó         | No participó         | No participó         |
| 2013                 | No participó         | No participó         | No participó         | No participó         | No participó         | No participó         | No participó         | No participó         |
| 2014                 | No participó         | No participó         | No participó         | No participó         | No participó         | No participó         | No participó         | No participó         |
| 2015                 | No participó         | No participó         | No participó         | No participó         | No participó         | No participó         | No participó         | No participó         |
| 2016                 | Por disputarse       | Por disputarse       | Por disputarse       | Por disputarse       | Por disputarse       | Por disputarse       | Por disputarse       | Por disputarse       |
| Total                | 2/11                 | 10                   | 5                    | 1                    | 4                    | 16                   | 29                   | –13                  |

### Mundialito
| Mundialito de fútbol sala | Mundialito de fútbol sala | Mundialito de fútbol sala | Mundialito de fútbol sala | Mundialito de fútbol sala | Mundialito de fútbol sala | Mundialito de fútbol sala | Mundialito de fútbol sala | Mundialito de fútbol sala |
| Año                       | Ronda                     | J                         | G                         | E                         | P                         | GF                        | GC                        | DIF                       |
| ------------------------- | ------------------------- | ------------------------- | ------------------------- | ------------------------- | ------------------------- | ------------------------- | ------------------------- | ------------------------- |
| 1994                      | Finalista                 | 5                         | 3                         | 1                         | 1                         | 38                        | 18                        | +20                       |
| 1995                      | No participó              | No participó              | No participó              | No participó              | No participó              | No participó              | No participó              | No participó              |
| 1996                      | No participó              | No participó              | No participó              | No participó              | No participó              | No participó              | No participó              | No participó              |
| 1998                      | No participó              | No participó              | No participó              | No participó              | No participó              | No participó              | No participó              | No participó              |
| 2001                      | No participó              | No participó              | No participó              | No participó              | No participó              | No participó              | No participó              | No participó              |
| 2002                      | No participó              | No participó              | No participó              | No participó              | No participó              | No participó              | No participó              | No participó              |
| 2006                      | Finalista                 | 4                         | 3                         | 0                         | 1                         | 14                        | 5                         | +9                        |
| 2007                      | 4º Lugar                  | 4                         | 2                         | 0                         | 2                         | 17                        | 18                        | –1                        |
| 2008                      | 5º Lugar                  | 3                         | 1                         | 0                         | 2                         | 7                         | 9                         | –2                        |
| Total                     | 4/9                       | 16                        | 9                         | 1                         | 6                         | 76                        | 50                        | +26                       |

### Copa de Mediterráneo
| Copa del Mediterráneo de Futsal | Copa del Mediterráneo de Futsal | Copa del Mediterráneo de Futsal | Copa del Mediterráneo de Futsal | Copa del Mediterráneo de Futsal | Copa del Mediterráneo de Futsal | Copa del Mediterráneo de Futsal | Copa del Mediterráneo de Futsal | Copa del Mediterráneo de Futsal |
| Año                             | Ronda                           | J                               | G                               | E                               | P                               | GF                              | GC                              | DIF                             |
| ------------------------------- | ------------------------------- | ------------------------------- | ------------------------------- | ------------------------------- | ------------------------------- | ------------------------------- | ------------------------------- | ------------------------------- |
| 2010                            | Campeón                         | 6                               | 5                               | 1                               | 0                               | 31                              | 9                               | +22                             |
| Total                           | 1/1                             | 6                               | 5                               | 1                               | 0                               | 31                              | 9                               | +22                             |